# Stephos angulatus
Stephos angulatus is een eenoogkreeftjessoort uit de familie van de Stephidae. De wetenschappelijke naam van de soort is voor het eerst geldig gepubliceerd in 1999 door Bradford-Grieve.